# サンティアゴ・ラモス・ミンゴ
サンティアゴ・ラモス・ミンゴ (Santiago Ramos Mingo, 2001年11月21日 - )は、アルゼンチン・トゥクマン州テニエンテ・ベルディナ出身のサッカー選手。デフェンサ・イ・フスティシア所属。ポジションはDF。

## クラブ経歴
ユース時代を母国アルゼンチンのボカ・ジュニアーズで過ごしていたラモスに、FCバルセロナが将来性を見越し、2020年1月にラモスの獲得に着手。2月4日にバルセロナと3年契約を締結し、傘下のFCバルセロナBに配属されることが発表された。2020-21シーズンより正式にBチームに登録。更にトップチームとの二種登録選手となり、9月28日のラ・リーガのビジャレアルCF戦では、トップチームのメンバーに招集された。
2022年7月18日、ベルギーのOHルーヴェンに移籍し、3年契約を交わした。
2023年、デフェンサ・イ・フスティシアに買取オプション付きでレンタル移籍。2024年に買取オプション付きが行使され、完全移籍となった。